# Minuartia tenuissima
Minuartia tenuissima är en nejlikväxtart. Minuartia tenuissima ingår i släktet nörlar, och familjen nejlikväxter.

## Underarter
Arten delas in i följande underarter:
- M. t. harantii
- M. t. numidica
- M. t. tenuissima